# Chuck Eidson
Charles Patrick Eidson Jr. (Summerville, Carolina del Sud, 10 d'octubre de 1980), més conegut com a Chuck Eidson, és un exjugador professional de bàsquet estatunidenc. Amb 2.02 m d'alçada, podia jugar en les tres posicions exteriors.
Durant una temporada va jugar al Barcelona Regal de la Lliga ACB.